# Slowakische Eishockeynationalmannschaft
Die slowakische Eishockeynationalmannschaft ist die nationale Eishockey-Auswahlmannschaft der Slowakei. Sie wird nach der Weltmeisterschaft 2022 in der IIHF-Weltrangliste auf Platz 8 geführt. Betreut wird das Team durch den Slowakischen Eishockeyverband. Seit 1994 konnte sie vier Medaillen bei Weltmeisterschaften gewinnen, davon 2002 die Goldmedaille. Bei den Olympischen Winterspielen 2022 gewann die Auswahl zudem erstmals olympische Medaillen; im Spiel um den 3. Platz setzte sich die Mannschaft mit 4:0 gegen das Team von Schweden durch.

## Trainer

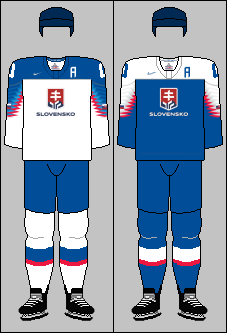
Spielerausrüstung der Nationalmannschaft seit 2019

Zwischen 1993 und 1996 wurde das Nationalteam durch Július Šupler betreut, der dieses bis in die Top-Division der Weltmeisterschaft führte. Bei der Weltmeisterschaft 1997 stand Jozef Golonka hinter der Bande, bevor Ján Šterbák sein Amt übernahm. Zwischen Juni 1999 und 2002 war Ján Filc Nationaltrainer und führte das Team zum Weltmeistertitel 2002.
Nach dem Rücktritt Filcs 2002 übernahm František Hossa, der Vater von Marián Hossa, dessen Posten und erreichte mit der Auswahlmannschaft 2003 die Bronzemedaille bei der Weltmeisterschaft.2006 wurde er von Július Šupler abgelöst, der nach dem enttäuschenden Abschneiden der Slowaken bei der Eishockey-Weltmeisterschaft der Herren 2008 entlassen wurde und durch Ján Filc ersetzt wurde. Von März 2010 war Glen Hanlon Nationaltrainer, nachdem Filc nach den Olympischen Winterspielen 2010 zurückgetreten war. Zwischen August 2011 und Mai 2015 wurde das Nationalteam durch Vůjtek trainiert. Anschließend übernahm Zdeno Cíger. Im August 2017 folgte auf ihn Craig Ramsay.
- 1993–1996 Július Šupler
- 1996–1997 Jozef Golonka
- 1997 – Juni 1999 Ján Šterbák
- 1999–2002 Ján Filc
- 2002–2006 František Hossa
- 2006 – Juni 2008 Július Šupler
- 2008 – März 2010 Ján Filc
- 2010 – August 2011 Glen Hanlon
- August 2011 – Mai 2015 Vladimír Vůjtek senior
- August 2015 – Mai 2017 Zdeno Cíger
- August 2017 – Craig Ramsay

## Platzierungen

### Olympische Winterspiele

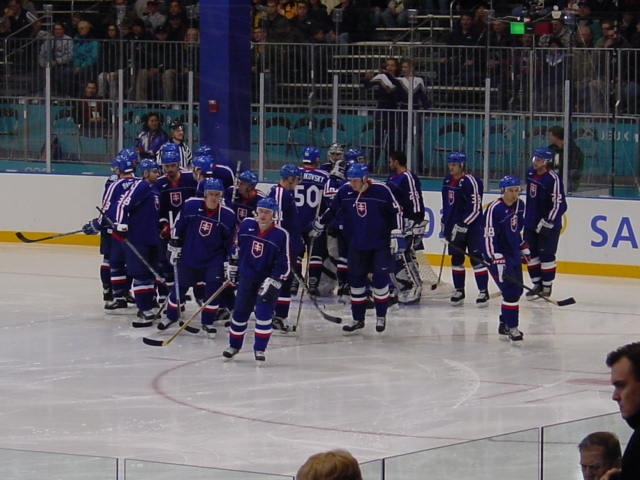
Das slowakische Nationalteam bei Olympia 2002

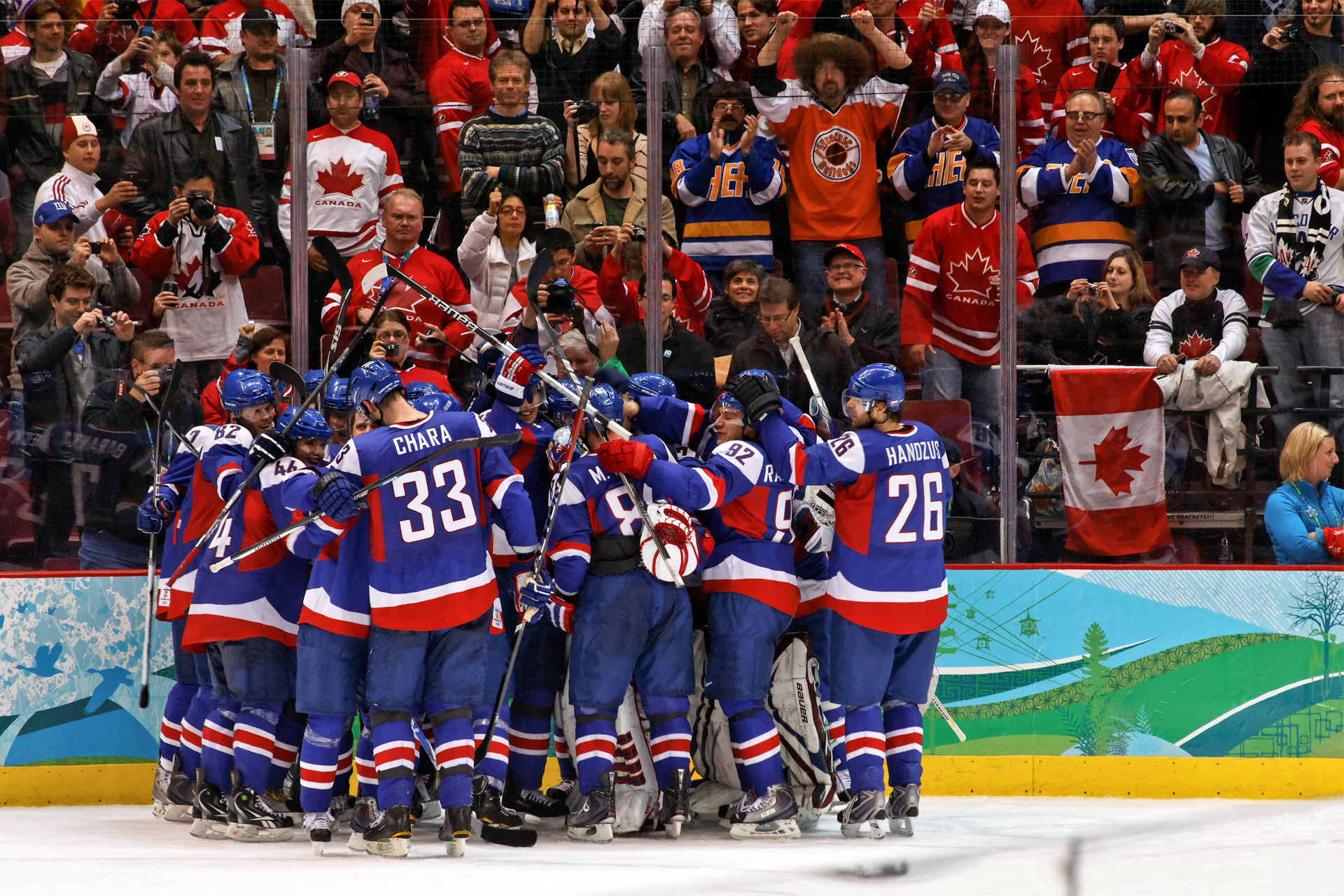
Das slowakische Nationalteam bei Olympia 2010

- 1994 – 6. Platz
- 1998 – 10. Platz
- 2002 – 13. Platz
- 2006 – 5. Platz
- 2010 – 4. Platz
- 2014 – 11. Platz
- 2018 – 11. Platz
- 2022 – Bronzemedaille

### World Cup of Hockey
- 1996 – 7. Platz
- 2004 – 7. Platz

### Weltmeisterschaften
- 1994 – 21. Platz (1. Platz der C-WM)
- 1995 – 13. Platz (1. Platz der B-WM)
- 1996 – 9. Platz
- 1997 – 8. Platz
- 1998 – 7. Platz
- 1999 – 7. Platz
- 2000 – Silbermedaille
- 2001 – 7. Platz
- 2002 – Goldmedaille
- 2003 – Bronzemedaille
- 2004 – 4. Platz
- 2005 – 5. Platz
- 2006 – 8. Platz
- 2007 – 6. Platz
- 2008 – 13. Platz
- 2009 – 10. Platz
- 2010 – 12. Platz
- 2011 – 10. Platz
- 2012 – Silbermedaille
- 2013 – 8. Platz
- 2014 – 9. Platz
- 2015 – 9. Platz
- 2016 – 9. Platz
- 2017 – 14. Platz
- 2018 – 9. Platz
- 2019 – 9. Platz
- 2021 – 8. Platz
- 2022 – 8. Platz
- 2023 – 9. Platz
- 2024 – 7. Platz
- 2025 – 11. Platz

## Weltmeisterkader 2002
| Nr.         | Name                  | Geburtsdatum       | Club                   |
| Torhüter    | Torhüter              | Torhüter           | Torhüter               |
| ----------- | --------------------- | ------------------ | ---------------------- |
| 1           | Miroslav Šimonovič    | 10. August 1974    | HC ŠKP Poprad          |
| 31          | Rastislav Staňa       | 10. Januar 1980    | Richmond Renegades     |
| 25          | Ján Lašák             | 10. April 1979     | Nashville Predators    |
| Verteidiger |                       |                    |                        |
| 2           | Radoslav Hecl         | 11. Oktober 1974   | HC Slovan Bratislava   |
| 4           | Jerguš Bača           | 04. Januar 1965    | Revierlöwen Oberhausen |
| 7           | Martin Štrbák         | 15. Januar 1975    | Lokomotive Jaroslawl   |
| 8           | Peter Smrek           | 16. Februar 1979   | Nashville Predators    |
| 11          | Dušan Milo            | 05. März 1973      | HKm Zvolen             |
| 17          | Ľubomír Višňovský     | 11. August 1976    | Los Angeles Kings      |
| 41          | Richard Lintner       | 15. November 1977  | MODO Hockey            |
| 74          | Ladislav Čierny       | 03. November 1974  | HKm Zvolen             |
| Stürmer     |                       |                    |                        |
| 12          | Peter Bondra          | 07. Februar 1968   | Washington Capitals    |
| 15          | Jozef Stümpel         | 20. Juli 1972      | Boston Bruins          |
| 16          | Vladimír Országh      | 24. Mai 1977       | Nashville Predators    |
| 18          | Miroslav Šatan        | 22. Oktober 1974   | Buffalo Sabres         |
| 19          | Rastislav Pavlikovský | 02. März 1977      | HV71                   |
| 21          | Radovan Somík         | 05. Mai 1977       | HC Hamé Zlín           |
| 23          | Ľuboš Bartečko        | 14. Juli 1976      | Atlanta Thrashers      |
| 24          | Žigmund Pálffy        | 05. Mai 1972       | Los Angeles Kings      |
| 26          | Michal Handzuš        | 11. März 1977      | Phoenix Coyotes        |
| 27          | Ladislav Nagy         | 01. Juni 1979      | Phoenix Coyotes        |
| 30          | Miroslav Hlinka       | 31. August 1972    | MODO Hockey            |
| 33          | Peter Pucher          | 12. August 1974    | HC Znojemští Orli      |
| 39          | Róbert Petrovický     | 26. Oktober 1973   | HC Ambrì-Piotta        |
| 44          | Róbert Tomík          | 12. Dezember 1976  | HC Sparta Prag         |
| 79          | Marek Uram            | 08. September 1974 | HC Znojemští Orli      |
| Funktionäre |                       |                    |                        |
|             | Ján Filc              |                    | Trainer                |
|             | Ernest Bokroš         |                    | Assistenztrainer       |
|             | Vladimír Šťastný      |                    | Assistenztrainer       |
|             | Peter Šťastný         |                    | Manager                |